# Jacobo III de Baden-Hachberg
Jacobo III de Baden-Hachberg (26 de mayo de 1562-17 de agosto de 1590) fue margrave de Baden-Hachberg desde 1584 hasta 1590. Residió en Emmendingen y en 1590 se convirtió del luteranismo al catolicismo, causando cierta agitación política.

## Vida
Jacobo era el segundo hijo del margrave Carlos II de Baden-Durlach y Ana de Veldenz, hija del conde palatino Roberto de Veldenz. Desde 1557, Jacobo y su hermano Ernesto Federico fueron educados en la corte de su tutor, el duque luterano Luis III "el Piadoso" de Wurtemberg. Jacobo estaba muy interesado en los recientes desarrollos de la ciencia y estudió en Tubinga y Estrasburgo. Luego hizo un Gran Tour a Italia y Francia.

### Regencia, 1577-1584
Cuando su padre murió en 1577, el gobierno en Baden-Durlach fue asumido por un consejo de regencia, formado por su madre, Ana de Veldenz, el elector palatino Luis VI (hasta 1583), el conde palatino Felipe Luis de Neoburgo y el duque de Wurtemberg.

### División del territorio
Jacobo y su hermano mayor Ernesto Federico quisieron ser gobernantes soberanos de su propia porción de Baden. El testamento de su padre prohibía ulteriores divisiones del margraviato. Sin embargo, el testamento no había sido adecuadamente firmado y sellado. Según los tres regentes que quedaban esto lo invalidaba, de manera que permitieron la división, por lo tanto fragmentando Baden más allá de la división que ya existía entre Baden-Baden y Baden-Durlach. Jacobo recibió el señorío de Hackberg, con su sede en Emmendingen. A Ernesto Federico le tocó Baden Inferior, incluyendo las dos ciudades más grandes, Durlach y Pforzheim. Su hermano menor, Jorge Federico obtuvo Baden Superior, inclusive los señoríos de Rötteln y Badenweiler y el margraviato de Sausenburgo.
Cuando el heredero de Jacobo murió en 1591, Baden-Hachberg pasó a Ernesto Federico. Cuando Ernesto Federico falleció sin un heredero masculino en 1604, sus posesiones también pasaron a Jorge Federico, con lo que de esta forma se volvió a unir todo Baden-Durlach.

## La conversión
Los tres hermanos siguieron diferentes caminos en su desarrollo religioso. Los tres fueron educados en el luteranismo pero Jorge Federico se convirtió al calvinismo, Jacobo al catolicismo y Ernesto Federico siguió siendo luterano.
En 1582, la conversión de Gebhard Truchsess von Waldburg, arzobispo de Colonia, al luteranismo llevó a una guerra entre Gebhard, que rechazaba abandonar su archidiócesis, y el duque Ernesto de Baviera, quien había sido elegido como su sucesor. Gebhard intentó convertir la archidiócesis al luteranismo y se alió con la condesa Inés de Mansfeld-Eisleben. Jacobo combatió en esta guerra a las órdenes del general español Alejandro Farnesio, duque de Parma. Más tarde sirvió a las órdenes del duque católico Carlos III de Lorena.
En 1582, a los 22 años de edad, el margrave Jacobo III de Baden se casó con la condesa de 16 años Isabel de Culemborg-Pallandt. Era la única heredera de una gran fortuna. Su matrimonio fue feliz y tuvieron cuatro hijos. Solo duró seis años. En 1588 la pareja se trasladó desde el Hochburg al más pequeño castillo de Emmendingen. El 1 de enero de 1590, Jacobo III dio derechos ciudadanos a la ciudad para celebrar mercados.
Durante este período de profunda división religiosa, el margrave vigiló estrechamente los tres campos cristianos: los católicos, los luteranos y los calvinistas. En 1589 y 1590, encargó dos coloquios, el primero en Baden-Baden, el segundo en Emmendingen, entre teólogos luteranos de Wurtemberg y católicos. En Emmendingen, el lado luterano estaba liderado por Johannes Pappus de Estrasburgo, y el católico por el capellán de la corte de Jacobo III, Johannes Zehender. Después, Jacobo se convirtió, como su principal canciller, Johann Pistorius, había hecho dos años antes, en el monasterio cisterciense de Tennenbach el 15 de julio de 1590 a la fe católica. Esto causó gran conmoción en Alemania, pues era el primer príncipe protestante en Alemania que se convertía después de la paz de Augsburgo de 1555. Bajo el principio cuius regio, eius religio de ese tratado, el 10 de agosto de 1590 el catolicismo pasó a ser la confesión estatal en el margraviato de Baden-Hachberg. El papa Sixto V tenía puestas grandes esperanzas en el margrave.

## Muerte
Sin embargo, solo una semana después, el sano margrave de 28 años murió inesperadamente. Su cuerpo fue diseccionado por dos profesores de la Facultad de Medicina de Friburgo — un procedimiento muy raro en el siglo XVI. El preciso lenguaje latino del informe de la autopsia afirma que la causa de la muerte fue envenenamiento por arsénico (As2O3). El testamento de Jacobo III mencionaba que deseaba ser enterrado en Baden-Baden, que por aquel entonces era católica. No obstante, fue enterrado en la iglesia de san Miguel de Pforzheim. La inscripción en su tumba no menciona su conversión al catolicismo.
Una semana después de que muriera Jacobo III, su viuda, Isabel de Culemborg-Pallandt, dio a luz a un hijo y heredero póstumo, Ernesto Jacobo. Ernesto Federico asumió ilegalmente el cuidado del bebé, que falleció después de menos de nueve meses, el 29 de mayo de 1591. Baden-Hachberg pasó a Ernesto Federico, quien lo reconvirtió al luteranismo. Isabel de Culemborg-Pallandt se convirtió al catolicismo después de que su esposo muriese. Ernesto Federico entonces rechazó darle su dote de viudez en Emmendingen, a la que tenía derecho según el testamento de Jacobo III.
Los acontecimientos que rodean la muerte de Jacobo III ilustran la creciente polarización en materia religiosa. Las tensiones entre las confesiones habían alcanzado un punto álgido, y el hambre de poder de los gobernantes y principillos alemanes era muy fuerte. En menos de 30 años, estas tensiones se descargarían de manera terrible durante la Guerra de los Treinta Años.

## Matrimonio y descendencia

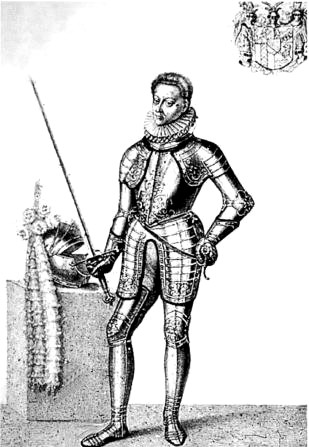
El margrave Jacobo III de Baden y Hachberg

Jacobo se casó el 6 de septiembre de 1584 con Isabel de Culemborg-Pallandt (1567-8 de mayo de 1620), la hija del conde Floris I de Pallandt-Culemborg (1537–1598). Tuvieron cuatro hijos:
- Ana (13 de junio de 1585-11 de marzo de 1649), se casó en 1607 con el conde Wolrad IV de Waldeck-Eisenberg (7 de julio de 1588-6 de octubre de 1640)
- Carlos Ernesto (21 de junio de 1588-19 de septiembre de 1588)
- Jacoba (2 de junio de 1589-29 de septiembre de 1625)
- Ernesto Jacobo (24 de agosto de 1590-29 de mayo de 1591).